# Carreggiata

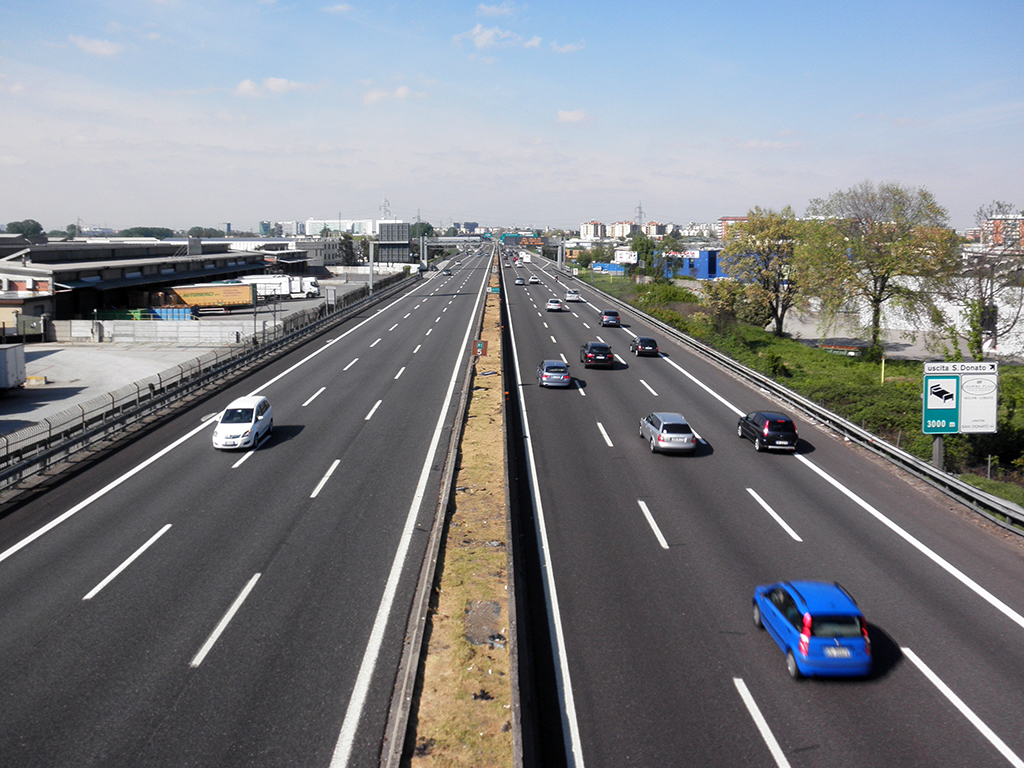
Autostrada a doppia carreggiata

La carreggiata, secondo la definizione riportata al n. 7 del comma 1 dell'art. 3 del nuovo codice della strada, è la parte della strada destinata allo scorrimento dei veicoli; è composta da una o più corsie di marcia e, in genere, è pavimentata e delimitata da strisce di margine.
Sulla carreggiata avviene lo scorrimento di tutti i veicoli, salvo che la segnaletica stradale ivi presente prescriva l'obbligo per determinate categorie di avvalersi di altri percorsi specializzati (ad esempio di piste ciclabili per le biciclette o corsie pedonali per i pedoni). 
In Italia, fino al 1992, la carreggiata era delimitata da strisce di margine unicamente di colore giallo, come da art. 106 del DPR 30 giugno 1959 n. 420; successivamente, l'art. 141 del DPR 16 dicembre 1992 n. 495 le uniformò al bianco tipico degli altri segnali orizzontali, mentre il giallo viene usato a carattere provvisorio (ad esempio, in caso di lavori in corso). 
Oltre alla striscia di margine un elemento artificiale che può segnare il limite della carreggiata è il paracarro.
A tutti i fini legali e assicurativi e proprio per la sua definizione di tratto di scorrimento, la carteggiata non può essere normalmente utilizzata come area di sosta o area di parcheggio e non dovrebbe neppure ospitare, se non in un'area esterna apposita, fermate di mezzi pubblici. In caso di necessità, la parte di carreggiata destinata a quest'ultimo uso appare evidenziata da segnaletica orizzontale specifica di colore giallo. Un'altra indicazione fornita dal codice della strada prevede che solitamente la carreggiata possa essere attraversata dai pedoni solamente in presenza di appositi passaggi segnalati da strisce pedonali o da impianti semaforici.
Collegato al concetto di carreggiata, utilizzato anche in campo autostradale e di strade ad alta frequentazione, vi è lo studio di particolari accorgimenti di sicurezza che aiutino l'inserimento e l'uscita dei veicoli dalla stessa, le corsie di accelerazione e decelerazione, nonché spesso, sul lato destro, di apposite corsie di emergenza delimitate sempre da segnaletica orizzontale.